# Heksylorezorcynol
Heksylorezorcynol – organiczny związek chemiczny z grupy alkilorezorcynoli, lek o działaniu antyseptycznym, przeciwpasożytniczym i miejscowo znieczulającym.

## Zastosowanie
Zakażenia bakteryjne jamy ustnej, gardła i przewodu pokarmowego, zarażenie płazińcami (w tym Fasciola buski).

## Działania niepożądane
Podrażnienie żołądka i jelit, ból brzucha.

## Preparaty
- Coldrex Laryplus – pastylki do ssania, preparat złożony
- Cholisept – pastylki do ssania, preparat złożony
- Strepsils Extra
- Cholinex Intense – pastylki do ssania, preparat złożony